# Georges Laugée
Georges Paul François Laurent Laugée est un peintre français né le 19 décembre 1853 à Montivilliers (Seine-Maritime) et mort le 5 décembre 1937 à Boullarre (Oise).
Il fut l'élève de son père Désiré François Laugée et était ami de Jean-François Millet.

## Biographie
Georges Laugée est le cadet des trois enfants nés du mariage, le 14 mai 1850, du peintre Désiré François Laugée (1823-1896) et de Célestine Marie Malézieux (1825-1909), ses aînées étant Marie Éléonore Françoise (1851-1937) qui épousera en 1876 le peintre Julien Dupré (1851-1910), et Laurence (1852-1941) qui épousera en 1881 son cousin Jules Malézieux (1851-1906).
Georges Laugée est initié à la peinture dans l'atelier paternel que fréquentent Philibert Léon Couturier et Julien Dupré. En 1870, il entre avec ce dernier à l'École des beaux-arts de Paris dans les ateliers d'Isidore Pils et d'Henri Lehmann. Il débute au Salon de 1877 à Paris.
Fréquentant la région de Saint-Quentin et du village de Nauroy (Aisne) où les Malézieux ont leurs racines familiales — ce sont trois mariages qui unissent alors les Laugée et les Malézieux — et où, « en disciple attardé du Romantisme qui accorde à ses modèles une grande noblesse d'allure », il s'attache à la peinture naturaliste de la vie paysanne aux champs, Georges Laugée épouse Évangéline Jermina Fallet (1858-1958) dans le rite protestant, le 19 février 1887 à Saint-Quentin. Le 22 janvier 1888 naît leur fille Désirée Françoise qui, le 18 juillet 1914, épousera à Nauroy le professeur Edmond Eggli (de) (1881-1956), spécialiste de la littérature romantique.

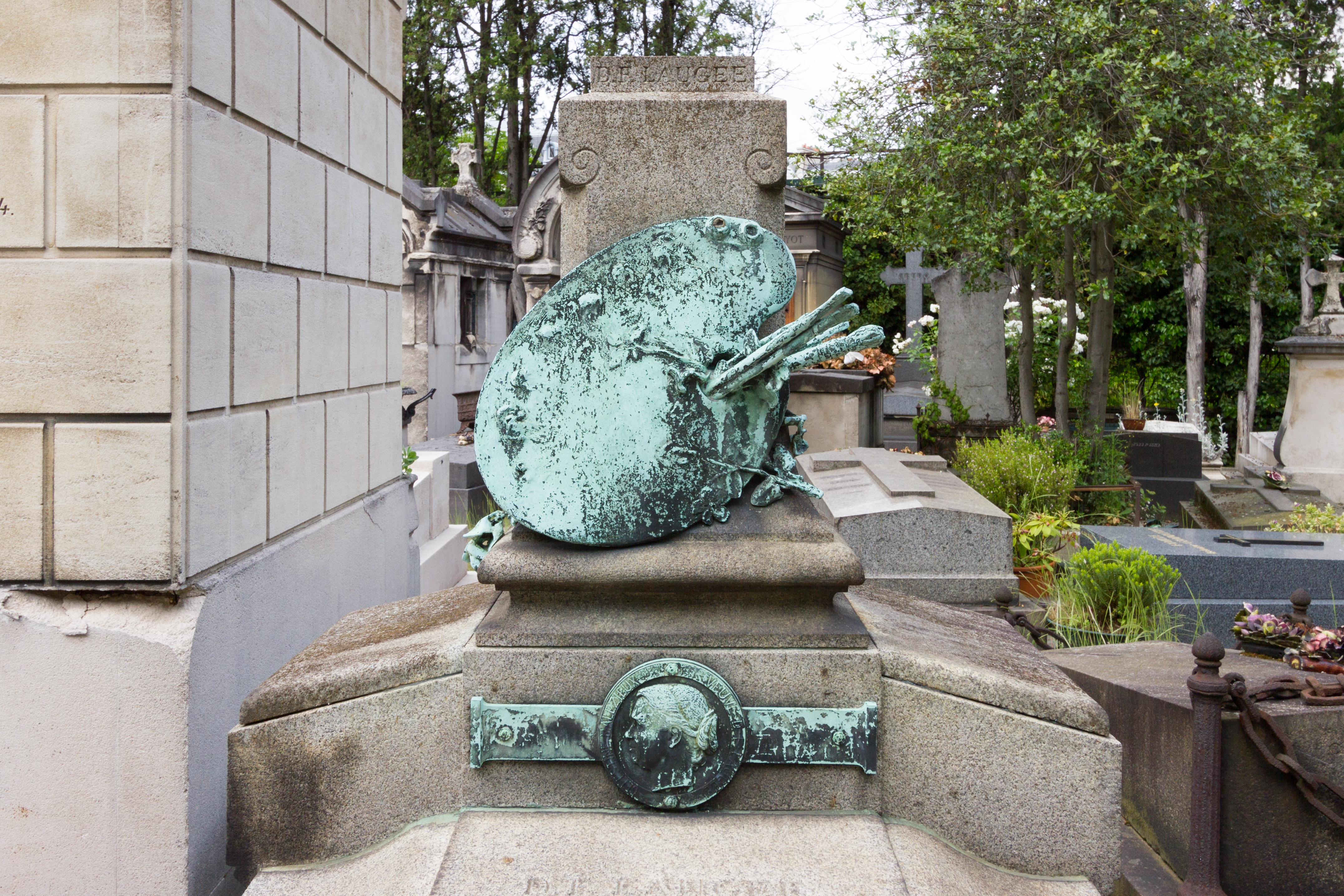
Tombe de Georges Laugée au cimetière de Passy à Paris.

À Paris, Georges Laugée occupe successivement trois ateliers : au no 20 boulevard Flandrin, en partage avec Julien Dupré jusqu'à la mort de ce dernier en 1910 ; puis au no 23 boulevard Lannes jusqu'en 1923 ; enfin au no 123 rue de la Tour à partir de 1923. Vers 1930, perdant progressivement la vue, Georges Laugée se retire dans le village de Boullarre (Oise) où il meurt en 1937. Il est inhumé à Paris dans le caveau familial du cimetière de Passy (1re division).

## Réception critique
- « Nous ne saurions trop féliciter M. Georges Laugée du progrès que marque son exposition actuelle. Nous nous rappelons avoir vu de lui l'année dernière à l'exposition de Saint-Quentin des peintures blafardes et gélatineuses qui nous faisaient fort mal augurer de son avenir. Sa Glaneuse d'aujourd'hui nous donne un démenti que nous enregistrons avec un grand plaisir. Il a peint une vieille femme qui se présente de face ; elle porte une gerbe de blé et marche courbée, non sous le poids du fardeau mais sous celui des années. C'est une peinture ferme et solide ; le relief est vigoureusement enlevé sur un fond de soleil couchant dont la clarté et la gaieté font contraste avec le sujet ; mais ce contraste, qui aurait pu être brutal, se trouve très heureusement atténué par l'atmosphère des premiers plans, qui est sombre et triste, comme pour s'accommoder à la physionomie malheureuse et fatiguée de la pauvre femme. Il semble qu'elle entre dans la nuit, et cet effet, en accusant l'heure avancée, ajoute à l'impression générale de tristesse et de fatigue. » - Eugène Véron[6],[7]
- « Des œuvres champêtres imprévues : sur un fond de paysage d'un éclairage impressionniste, des personnages sculpturaux. Un constat réaliste, sans littérature, bien ordonné plastiquement. » - Gérald Schurr[8]

## Œuvres dans les collections publiques
États-Unis
- Valparaiso (Indiana), Brauer Museum of Art (en).

France
- Aisne, collections du département de l'Aisne[Où ?] : Portrait du sénateur François-Ferdinand Malézieux, 1906, huile sur toile[9].
- Berck, musée de France d'Opale Sud : Retour de pêche, huile sur toile.
- Boulogne-sur-Mer, château-musée : En octobre, huile sur toile[10].
- Carcassonne, musée des Beaux-Arts : Les Premiers pas, Salon de 1883, huile sur toile[10].
- Crest, mairie : Les Glaneuses, huile sur toile.
- Nantes, musée des Beaux-Arts : Le Préféré, huile sur toile[10].
- Paris :
  - musée du Louvre : Soir d'orages, 1937 ;
  - musée national des Arts et Traditions populaires.
- Saintes, musée de l'Échevinage : Enterrement d'une jeune fille à Étricourt, huile sur toile[11].

Royaume-Uni
- Ipswich, musée d'Ipswich : Paysans dans un champ de chaume, 1882[12].

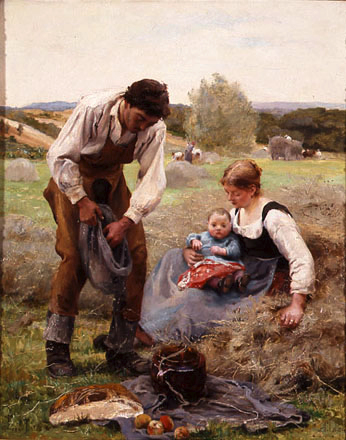
Le Repas des moissonneurs (Salon de 1877), localisation inconnue.
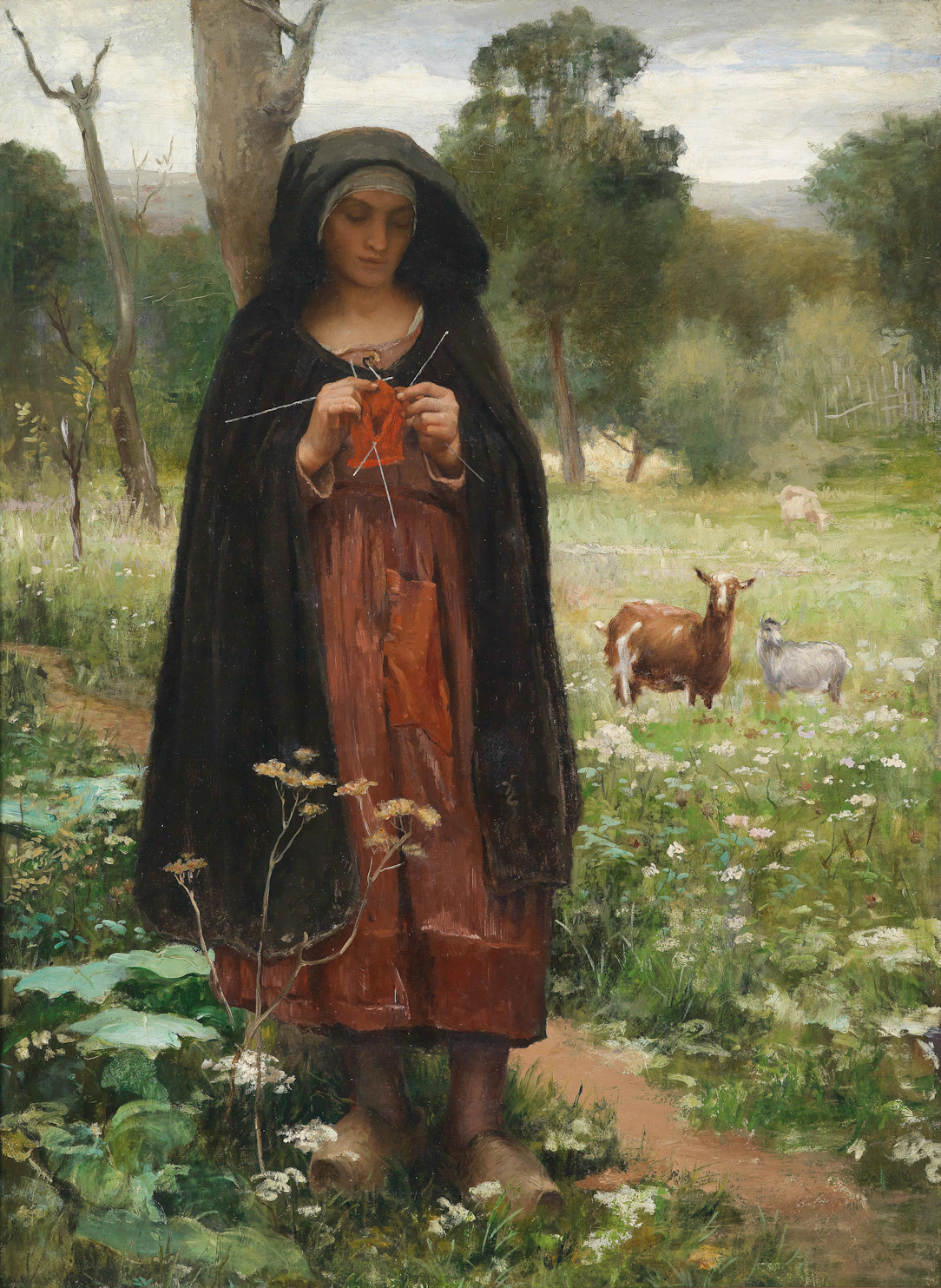
Bergère au tricot c. 1880 (collection privée, États-Unis)
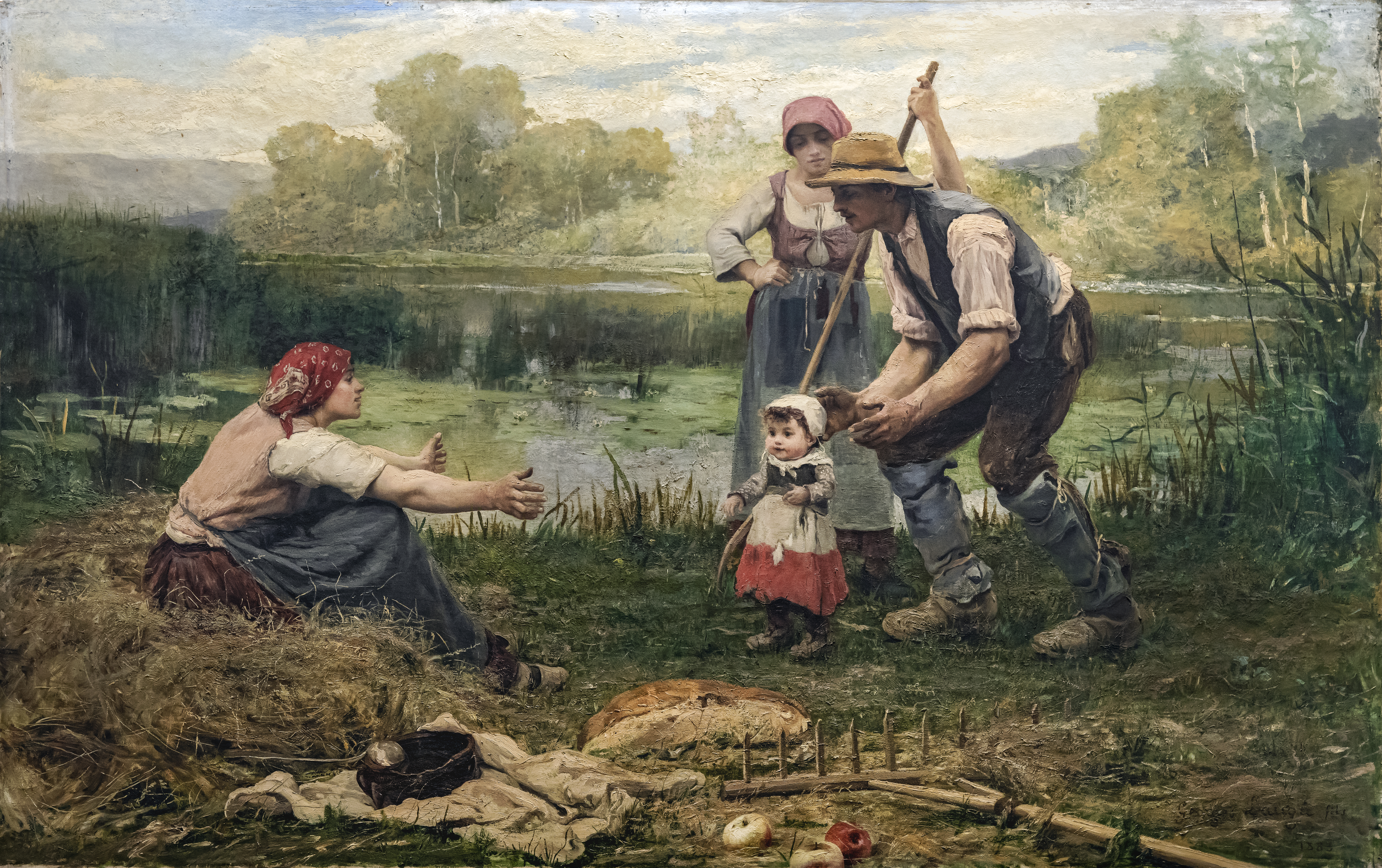
Les Premiers pas (1883), musée des Beaux-Arts de Carcassonne

## Illustrations
- Marie Robert Halt (1849-1908), Le jeune Théodore, 75 illustrations (dont 25 en hors-texte) de Georges Laugée, Flammarion, 1880.

## Expositions

### Salons et expositions universelles
- Salon de Paris :
  - 1877 : Le Repas des moissonneurs ;
  - 1878 : Glaneuse[6] ;
  - 1879 : Les Arracheurs de betteraves ;
  - 1880 : L'Automne)[4].
- Salon des artistes français, de 1881 à 1928, dont :
  - 1881 : Portrait du sénateur Henri Martin ;
  - 1890 : Le Repos et Le Retour des champs ;
  - 1891 : Le Préféré (musée des Beaux-Arts de Nantes) ;
  - 1895 : Les Glaneuses (mairie de Crest) ;
  - 1897 : Sous l'averse ;
  - 1903 : Au mois d'août, à l'ombre ;
  - 1904 : Deux amies et Au temps des blés murs ;
  - 1906 : Soleil couchant et Heure dorée[13],[14] ;
- Exposition universelle de 1889, Paris.
- Exposition universelle de 1900, Paris.

### Expositions personnelles
- Galerie Nunès et Fiquet, Paris, 1920[15].

## Récompenses
- Mention honorable, Salon de Paris, 1880[10].
- Médaille de bronze, Salon de Paris, 1881 pour le Portrait du sénateur Henri Martin.
- Médaille de bronze, Exposition universelle de 1889[10].
- Médaille d'argent, Exposition universelle de 1900.

## Hommages
L'un des tableaux sur le thème de la vie des paysans aux champs que Georges Laugée peignit à Nauroy, La Journée est finie, a été reproduit sur une lettre-carte postale éditée par La Poste dans le cadre d'une campagne sur l'environnement.